# كارمن كلمنتا ترافيزو
كارمن كلمنتا تراويزو (بالإسبانية: Carmen Clemente Travieso) هي صحفية سابقة من فنزويلا، كذلك هي ناشطة في مجال حقوق المرأة. تُعتبر كارمن أول خريجة في جامعة فنزويلا المركزية بكونها صحفية مراسلة، كما تعتبر أول امرأة تُوظف في فينزويلا لتكون صحفية متفرغة لعمل الصحافة. وتُعد من ضمن أولى المجموعات النسائية التي انضمت للحزب الشيوعي الفنزويلي، وكانت عضوًا نشيطًأ في مجال حق النساء في التصويت. كذلك فإن كامن هي من المؤسسين لنقابة الصحفيين الفنزويليين.

## حياتها
وُلدت كارمن كلمنتا تراوزيرو في 24 يوليو من عام 1900 م في العاصمة الفنزويلية كاراكاس، تُوفي والدها وهي في طفولتها فتربت في بيت جدتها لوالدتها هي وأربعة أخوةٍ لها. وفي عمر السابعة عشر رافقة إحدى قريباتها إلى نيويورك، المكان الذي تلقت فيه دروساً في اللغة الإنجليزية، كذا فقد بدأت تعمل في أحد المصانع هناك، وبدأت كذلك عملها في مجال حقوق المرأة وخصوصا اللواتي أصبن بالجذام.
وبعد عودتها إلى كاراكاس، بدأت تنشط في حركة الطلاب لخلع زعيم فينزويلا آنذاك خوان فيسنتي غوميز. بعد ذلك، أخذت تنشط في مجال مساعدة الطلاب مع مجموعات نسائية أخرى لمساعدة الطلاب بالغذاء والدواء والمساجين جراء الأزمة. ثم نشطت مع المجموعة التي أسست الحزب الشيوعي الفنزويلي، حيث ساعدتهم على تأسيس مركز للدراسات لنشر أفكارهم، ثم كان لها الدور الأبرز بعد سنة من ذلك في قبول النساء في الحزب. وفي عام 1932، بدأت تكتب في الصحيفة السرية إل مارتيلو إلى عام 1941 م.
وقد كانت كارمن كلمنتا أول امرأة تتخرج في جامعة فنزويلا المركزية لتكون صحفية. وفي عام 1936، انضمت إلى جمعية النساء الثقافية وقد نشرت عدة مقالات في عدة صحف عما أسمته عدن المساواة في القانون والحاجة لقوانين حماية الطفل. كما عملت بعد ذلك مديرة للمنظمة المذكورة للعقد التالي آنذاك كما عملت رئيسةً لصحيفة لا كولتورا دي لا موخر. وخلال ثلاثينيات القرن العشرين، كتبت كارمن عدة مقالات عن التصحح والأطفال المشردين والمساواة بين الجنسين وقلة الحقوق، كذا كتبت في التحليل الثقافي للمشاكل الاجتماعية. وفي عام 1937 م أسست كارمن التجمع الوطني لدعم السجناء، والذي كان يهدف إلى إصلاح السجون في البلاد.
وفي 1940 م ساعدت كارمن في تنظيم أول مؤتمر وطني للنساء والذي عقد بين يومي 11 و13 يونيو من نفس العام للخروج بمدونة دستورية مدنية من أجل المساواة القانونية والسياسة بين الجنسين. وفي السنوات التالية، كانت كارمن واحدة من المؤسسين لنقابة الصحفيين الفنزويليين. وفي 1945 م عقدت كارمن اجتماعات في منزلها لمجلس ثانٍ للنساء اللواتي كن يردن الحصول على حق التصويت، وقد حصلت تلك النسوة على دعم الرئيس ازاياس أنغاريتا، ولكن الانقلاب الذي حدث في ذات العام عزله عن السلطة. وفي 1946، أُخْتيرت ممثلةً عن حزبها الحزب الشيوعي الفنزويلي لتكون ممثلة حزبها في الميثاق الدستورب والذي منح حق التصويت لكل الفنزويليين عام 1047 م بغض النظر عن الجنس إن كانت أعمارهم أكثر من 18 سنة. وعلى رغم أن بعض الناشطات اللاتي كنّ معها اعتقدن أن مُهمتهن انتهت، فإن كارمن كانت تعتقد أن التغييرات القانونية والاقتصادية المدنية لم تزل تحتاج أن يُطرق بابها.
وفي 1950 م، حُظر الحزب الشيوعي في فنزويلا بعد نجاح انقلاب آخر آنذاك. كلمنتا نشرت عملها في ذلك الوقت النساء الفنزويليات والتقارير الأخرى والذي تحدث فيها بقوة عن حقوق النساء. كما التحقت بمقاومة السلطوية التي كانت تسيطر على البلاد، وقد عُقدت في ذلك اجتماعات في منزلها. وقد استمرت في النشر؛ إذ أصدرت سيرة تيريزا كارنيو. وقد كانت كلمتنا قد استجوبت في 1957 م خلال الاضطرابات السياسية المستمرة آنذاك. وبعد مدة طويلة من مراقبة المطبوعات، استطاعت هي وصحفيون آخرون أن يكتبوا مجددا لصحف حُظرت في عقود سابقة، وقد استمرتى في النشر حتى السبعينيات من القرن العشرين. تُوفيت كلمنتا عام 1983 في 24 يناير في العاصمة الفنزويلية كاراكاس.

## من أعمالها
من أعمالها الكتابية:
- Luisa Cáceres de Arismendi (ensayo biográfico) (1942)
- Mujeres venezolanas y otros reportajes (1951)
- Teresa Carreño, 1853–1917; ensayo biográfico (1953)
- Las esquinas de Caracas: sus leyendas, sus recuerdos (1956)
- Las luchas de la mujer venezolana (1961)
- Mujeres de la independencia. (Seis biografías de mujeres venezolanas) (1964)
- Anécdotas y legendas de la vieja Caracas (1971)
- Las mujeres en el pasado y en el presente (1977)